# الجمعية الثيوصوفية
الجمعية الثيوصوفية هي منظمة شُكلت في الولايات المتحدة عام 1875 بواسطة هيلينا بلافاتسكي لتعزيز الثيوصوفية. أصبح للمنظمة الأصلية، بعد تعرضها للانقسامات وإعادة التنظيم، عدة خلفاء حاليًا. ظهرت في أعقاب وفاة بلافاتسكي، منافسة داخل الجمعية بين الفصائل، لا سيما بين الأعضاء المؤسسين والمنظمة المنقسمة بين الجمعية الثيوصوفية أديار (أولكوت - بيزنت) والجمعية الثيوصوفية باسادينا (جادج). وكانت المجموعة السابقة التي تتخذ من الهند مقرًا لها هي المجموعة الدولية الأكثر انتشارًا والتي تحمل اسم «الجمعية الثيوصوفية» اليوم.

## التاريخ

### تشكيل الجمعية
شُكلت الجمعية الثيوصوفية رسميًا في مدينة نيويورك، الولايات المتحدة، في 17 نوفمبر 1875 من قبل هيلينا بتروفنا بلافاتسكي، والعقيد هنري ستيل أولكوت، وويليام كوان جادج، وآخرون. ووصفت نفسها بأنها «هيئة غير طائفية من الباحثين عن الحقيقة، تسعى إلى تعزيز الأخوة والسعي لخدمة البشرية». كان أولكوت أول رئيس لها، وبقي رئيسًا حتى وفاته عام 1907. في الأشهر الأولى من عام 1875، أدرك أولكوت وجادج أنه إذا كانت بلافاتسكي روحانية، فلن تكون شخصًا عاديًا. كان الهدف الأولي للجمعية هو «دراسة وشرح الغيبيات، والكابالا، إلخ». بعد بضع سنوات انتقلا أولكوت وبلافاتسكي إلى الهند وأسّسا المقر الدولي في أديار، في مدراس (الآن تشيناي). كما أنهما اهتما بدراسة الديانات الشرقية، وأُدرجت هذه الأديان في جدول أعمال الجمعية. وبعد عدة تكرارات تطورت أهداف الجمعية لتشمل:
1. تشكيل نواة الأخوة العالمية للبشرية دون تمييز بين العرق أو العقيدة أو الجنس أو الطبقة الاجتماعية أو اللون.
2. تشجيع دراسة الدين النسبي والفلسفة والعلوم.
3. التحقيق في قوانين الطبيعة غير المبررة والسلطات الكامنة في الإنسان.

كان التعاطف مع الأشياء المذكورة أعلاه هو الشرط الوحيد للقبول في الجمعية. نُظمت الجمعية باعتبارها كيان غير طائفي. جاء ما يلي في دستور وقواعد الجمعية الثيوصوفية:
4. الجمعية الثيوصوفية غير طائفية على الإطلاق، ولا يُطلب أي موافقة على أي صيغة من الديانات أو المذاهب أو المعتقدات كمؤهل للعضوية؛ ولكن يجب على كل متقدم وعضو أن يتعاطف مع الجهود المبذولة لخلق نواة الأخوة العالمية للبشرية
[...]
المادة الثالثة عشرة: الجرائم
1. يُطرد على الفور أي شخص يحاول بأي حال من الأحوال إشراك الجمعية في المنازعات السياسية.
أعادت الجمعية صياغة هذا الرأي في قرار أصدره المجلس العام للجمعية الثيوصوفية في 23 ديسمبر 1924.

### السادة الخفيون
من المبادئ الفلسفية المركزية التي روجت لها الجمعية، المذهب المعقد المتمثل في التطور الذكي للوجود، الذي يحدث على نطاق كوني، ويتضمن كلًّا من الجوانب المادية وغير المادية للكون المعروف وغير المعروف، وتؤثر على جميع الأجزاء المكونة بغض النظر عن الحجم أو الأهمية الظاهرة. نُشرت النظرية في الأصل في العقيدة السرية، تحفة 1888 لهيلينا بلافاتسكي. وفقًا لهذا الرأي، فإن تطور البشرية على الأرض (وما بعدها) هو جزء من التطور الكوني الشامل. وهو ما يشرف عليه تسلسل روحي خفي، أو ما يسمى سادة الحكمة القديمة، الذين تتكون مستوياتهم العليا من كائنات روحية متقدمة.
صورت بلافاتسكي الجمعية الثيوصوفية على أنها جزءًا من واحدة من محاولات عديدة طوال آلاف السنين من خلال هذا التسلسل الهرمي الخفي لتوجيه البشرية - بالتوافق مع المخطط التطوري الكوني الذكي الشامل - نحو هدفها التطوري غير القابل للتغيير: تحقيق الكمال والوعي،  المشاركة الطوعية في العملية التطورية. تتطلب هذه المحاولات بنية تحتية أرضية (مثل الجمعية الثيوصوفية) التي ترأستها في نهاية المطاف تحت إلهام عدد من المهاتما (القديسين)، أعضاء في التسلسل الهرمي.